# Фалватера
Фалватѐра (на италиански: Falvaterra) е село и община в Централна Италия, провинция Фрозиноне, регион Лацио. Разположено е на 282 m надморска височина. Населението на общината е 594 души (към 2010 г.).